# 平方南町
平方南町（ひらかたみなみちょう）は、埼玉県越谷市の町名。現行行政地名は平方南町のみ。丁番のない単独町名である。住居表示未実施地区。郵便番号は343-0001。

## 地理
埼玉県の東部地域で、越谷市の北部に位置する緩い円弧を描いた東西に細長い地域。北側で大字平方と隣接し、南側で大泊と隣接する。また、南西側で春日部市大枝と隣接しており、市境を沼田落が流れる。土地区画整理されたエリアであり、宅地化されている。

## 歴史
かつては大字平方の一部であった。
- 1980年（昭和55年）9月12日 - 沼田土地区画整理事業として事業計画決定。
- 1993年（平成5年）
  - 5月21日 - 換地処分。
  - 5月22日 - 換地処分完了に伴う住居表示実施に伴い、大字平方の一部から平方南町が成立[5]。

## 世帯数と人口
2022年（令和4年）1月1日現在の世帯数と人口は以下の通りである。
| 町丁     | 世帯数  | 人口    |
| -------- | ------- | ------- |
| 平方南町 | 663世帯 | 1,551人 |

## 小・中学校の学区
市立小・中学校に通う場合、学区（校区）は以下の通りとなる。
| 番地 | 小学校             | 中学校             |
| ---- | ------------------ | ------------------ |
| 全域 | 越谷市立平方小学校 | 越谷市立平方中学校 |

## 交通

### 道路
- 千葉県道・埼玉県道80号野田岩槻線

## 施設
- 沼田第一公園
- 沼田第二公園